# Aeolochroma discolor
Aeolochroma discolor är en fjärilsart som beskrevs av W. Warren 1896. Aeolochroma discolor ingår i släktet Aeolochroma och familjen mätare. Inga underarter finns listade i Catalogue of Life.